# Суперфлай (фильм, 1972)
«Суперфлай» (англ. Super Fly) — американский блэксплотейшн-фильм 1972 года. Режиссёр фильма Гордон Паркс-младший. Рон О’Нил снялся в главной роли кокаинового дилера Янгблада Приста, который хочет порвать с настоящим и вырваться из наркобизнеса.
Фильм получил большую известность благодаря соул-певцу Кёртису Мэйфилду, написавшему музыку к фильму. Это один из немногих фильмов, музыка к которому затмила по популярности сам фильм.
Менее чем через год после выпуска фильма, исполнитель главной роли Рон О’Нил снял сиквел «Возвращение Суперфлая». В 1990 году продюсер первого фильма Сиг Шор выпустил ещё одно «Возвращение Суперфлая», роль Приста в котором сыграл телевизионный актёр Нэйтан Парди. В 2018 году вышел ремейк оригинального фильма под названием «Суперфлай» с Тревором Джексоном в роли Приста.

## Сюжет
Кокаиновый дилер Прист (Рон О’Нил) хочет провернуть свою последнюю сделку прежде чем уйти на покой. Он хочет заработать миллион долларов.

## В ролях
- Рон О’Нил — Прист
- Карл Лии — Эдди
- Шейла Фразье — Джорджия
- Юлиус Харрис — Скэттер
- Чарльз Макгрегор — Толстяк Фрэдди
- Сиг Шор — заместитель комиссара полиции Реардон
- Кейси — сутенёр
- Нэйт Адамс — наркодилер

## Интересные факты
- Производство фильма финансировали два чёрных стоматолога и Гордон Паркс-старший, срежиссировавший незадолго до этого другой культовый фильм, ставший классикой, «Шафт». Продюсер фильма Сиг Шор снялся в роли заместителя комиссара полиции Реардона.[2]
- Чарльз Макгрегор, снявшийся в роли толстяка Фрэдди, незадолго до съёмок фильма вышел из тюрьмы.
- Машина Приста — переделанный Кадиллак Эльдорадо 1971 года. На этом типе Эльдорадо установлен самый большой из выпускавшихся V-образных восьмицилиндровых двигателей объёмом 8,2 л. Машина принадлежала Кейси (K.C.), который на самом деле был жуликом и сутенёром из Гарлема. В фильме он снялся в роли сутенёра. Нэйт Адамс встретился с Кейси в фойе гостиницы и попросил использовать машину последнего в фильме. Кейси согласился. Однако позднее позвонил Нэйту и обвинил того во лжи, сказав что «черножопые фильмов не снимают». Автомобиль был переделан компанией «Les Dunham Coachworks» из Нью-Джерси. Были переделаны фары, обрамление окон, установлены дуги, и передок капота был сделан в стиле Роллс-Ройса или Бентли с установкой на нём фигурки богини. После выпуска фильма появилась мода на переделку автомобилей. Их называли «сутенёромобилями». В 1970-е годы, посмотрев фильм, многие наркоторговцы, сутенёры и гангстеры стали переделывать свои авто.